# Franz Anton Mießl
Franz Anton Mießl, auch Miessl bzw. Müsel, (* 1731 in Platten; † 3. Juli 1792 ebenda) war ein böhmischer Blaufarbenfabrikant, Großhändler und Unternehmer.

## Leben

### Herkunft
Franz Anton Mießl stammte aus einer weit verzweigten Unternehmerfamilie. Er war der Sohn des Großhändlers Johann Paul Mießl (1676–1744) aus dessen zweiter Ehe mit Maria Anna (1706–1766), der Tochter des Stadtrichters von Platten Johann Jacob Putz (1674–1757). Bereits sein Vater der in erster Ehe mit der Witwe des Bergmeisters von Platten Johann Friedrich Hacker (1666–1697) verheiratet war, betrieb den Handel mit blauer Farbe und fungierte in Platten als Ratsassessor. Einer seiner Brüder war der Stadtrichter und Fleischhauermeister Georg Christoph Mießl (1674–1720). Zu den Geschwistern Franz Anton Mießls zählten der spätere Bürgermeister von Platten Joseph Ignaz Mießl (1729–1786), der geadelte Bergrat von St. Joachimsthal Johann Nepomuk Mießl (1733–1802), sowie der Amtsdirektor von Heinrichsgrün Florian Mießl (1744–1793). Der Blaufarbenwerksbesitzer Ignaz Morbach (1746–1816) war mit seiner Schwester Maria Anna († 1791) verheiratet. Der Steinzeug- und Porzellanfabrikant von Chodau Franz Mießl und der geadelte Bürgermeister von Wiener Neustadt Felix Mießl (1778–1861) waren seine Neffen. Seine Nichte Maria Anna (1771–1808) war die Ehefrau des Löffelfabrikanten Franz Anton Kerl (1770–1808). Letzterer gilt als erster Verleger von verzinnten Eisenlöffeln.

### Unternehmen
Franz Anton Mießl war zunächst auf dem oberen Blaufarbenwerk in Breitenbach als Faktor tätig. Das Werk gehörte seit 1688 der ebenfalls aus Platten stammenden Familie Putz von Breitenbach. 1775 kaufte Mießl es Baron Franz Xaver Putz von Breitenbach (1737–1794) ab. Unter seiner Führung wurden in den Jahren 1778–1800 in dem Farbwerk bis zu 15.000 Zentner und von 1800 bis 1840 bis zu 30.000 Zentner blaue Farbe erzeugt. Obwohl das Kobalterz in den umliegenden Bergwerken nicht mehr so ergiebig wie früher war und zum Teil aus Ungarn bezogen werden musste, wurden dennoch weiter jährlich 600 bis 700 Zentner blaue Farbe produziert und teilweise im In- und Ausland abgesetzt. Für den Absatz im Ausland unterhielt die Familie in Frankfurt am Main ein Außenlager. Franz Anton Mießl starb 1792 am faulen Fieber. Nach seinem Tode betrieben seine Erben das Unternehmen unter dem Namen Franz Anton Miesl’sche Blaufarbfabrik weiter. Darunter der Großhändler und Unternehmer Felix Kerl (1802–1876) als Firmenchef. Letzterer war der Großneffe Mießls. Noch vor 1900 wurde der Betrieb eingestellt. Die Familie Leibelt übernahm das Gelände und baute die Farbmühle zu einer Brettmühle um.

## Familie
Mießl heiratete 1764 in Platten Maria Josepha Morbach (1743–1802), die Tochter des Bürgermeisters von Platten und Blaufarbenwerksbesitzers Johann Joseph Morbach (1709–1777). Aus der Ehe gingen fünf Kinder hervor.